# Następnik liczby kardynalnej
Następnik liczby kardynalnej – operacja zdefiniowana dla liczb kardynalnych, podobnie jak następnik liczby porządkowe, w taki sposób, że pomiędzy daną liczbą kardynalną {\displaystyle \kappa } a jej następnikiem {\displaystyle \kappa ^{+}} nie ma innych liczb kardynalnych.
Operację następnika dla liczb kardynalnych definiuje się następująco:
{\displaystyle \kappa ^{+}=\{\alpha \in ON\mid |\alpha |\leqslant \kappa \},}
gdzie {\displaystyle ON} oznacza klasę wszystkich liczb porządkowych.
Można łatwo udowodnić, że {\displaystyle \kappa ^{+}} jest liczbą porządkową i {\displaystyle \kappa ^{+}} jest najmniejsza spośród liczb porządkowych o mocy większej od {\displaystyle \kappa .}
Następnik liczby {\displaystyle \aleph _{\alpha }} nazywamy {\displaystyle \aleph _{\alpha +1}} (gdzie symbol {\displaystyle +} oznacza dodawanie liczb porządkowych). Na przykład {\displaystyle (\aleph _{0})^{+}=\aleph _{1}} i {\displaystyle (\aleph _{1})^{+}=\aleph _{2}.}
Uwaga: Każda liczba kardynalna jest także liczbą porządkową, więc ma dwa następniki – jeden w sensie liczb kardynalnych, a drugi w sensie liczb porządkowych. Na przykład następnik liczby kardynalnej {\displaystyle \aleph _{0}} to {\displaystyle \aleph _{1}} (= następna liczba kardynalna), a następnik liczby porządkowej {\displaystyle \omega } to {\displaystyle \omega +1} (= następna liczba porządkowa).
Liczba kardynalna, która nie jest następnikiem żadnej innej liczby kardynalnej, nazywana jest liczbą kardynalną graniczną. Na przykład {\displaystyle \aleph _{\omega }:=\sup\{\aleph _{0},\aleph _{1},\dots \}} jest pierwszą nieprzeliczalną graniczną liczbą kardynalną. 